# Assemblea dell'Albania
L'Assemblea dell'Albania (in albanese Kuvendi i Shqipërisë), precedentemente chiamata Assemblea del popolo (in albanese Kuvendi Popullor), è il parlamento monocamerale dell'Albania.
È composta da 140 membri, eletti ogni quattro anni sulla base del suffragio diretto, universale, periodico ed eguale tramite voto segreto secondo un sistema proporzionale con uno sbarramento pari al 2.5% per i partiti singoli e 4% per le coalizioni. Ognuna delle 12 regioni è rappresentata nell'Assemblea da un numero di deputati proporzionale al numero degli aventi diritto di voto. Questo comporta un elevato sbarramento nelle piccole e medie regioni.
Il Parlamento è presieduto dal Presidente del Parlamento, coadiuvato da almeno un vicepresidente.
I poteri del parlamento sono stabiliti dalla Costituzione della Repubblica d'Albania. Esso ha la responsabilità di emendare i confini dell'Albania (soggetti ad interpretazione territoriale) o la Costituzione, approvare il gabinetto, supervisionare l'operato del governo, dichiarare guerra e decidere in materia di cessazione delle ostilità. Altri compiti includono la convocazione di referendum, lo svolgimento di elezioni e nomine conformemente alla Costituzione e alla legislazione vigente, la supervisione delle attività del governo e degli altri servizi civili che rispondono al Parlamento, la concessione dell’amnistia per reati penali e l’esercizio di altre funzioni previste dalla Costituzione.
Il Parlamento elegge anche il Presidente della Repubblica. Una volta eletto il Parlamento, la prima sessione deve tenersi entro 20 giorni dalla conclusione delle elezioni, con il Presidente della Repubblica che funge da presidente dell’assemblea.
Tutte le leggi approvate dal Parlamento sono pubblicate sulla Fletorja Zyrtare, che è il giornale ufficiale del Governo dell’Albania.
La più antica assemblea di cui si conservano documenti si tenne ad Alessio il 2 marzo 1444. La Lega di Alessio (Kuvendi i Lezhës) fu costituita sotto la guida di Giorgio Castriota Skanderbeg come leader nella lotta contro l’Impero Ottomano.

## Etimologia
La parola Kuvend, nella forma definita kuvendi, è un termine molto antico della lingua albanese che si ritiene derivi dal latino conventus, che significa “raduno di persone” o “assemblea”.
Il suo utilizzo risale al XV secolo, quando uomini, principalmente del nord dell’Albania, si riunivano per ascoltare il dibattito tra Lekë Dukagjini e Skanderbeg su ciò che sarebbe stato permesso e ciò che non lo sarebbe stato.
Queste norme venivano poi codificate in leggi orali, tramandate di generazione in generazione, specialmente nelle aree settentrionali dell’Albania, da Dukagjini stesso a quello che viene chiamato Kanuni i Lekë Dukagjinit, o semplicemente Kanun.
Nel XIX secolo, con la trascrizione di queste leggi da parte di padre Shtjefën Gjeçovi, per la prima volta viene attribuito un significato istituzionale al termine, in forma scritta, dove nel Capitolo 148, Articolo 1106 del Kanun si afferma:
«Il Kuvend è un’unione di un clan o di più clan, con il capo, l’anziano principale, gli anziani, i giovani o i più piccoli, che si riuniscono con l’intento di risolvere una qualsiasi questione o di stringere la Besa.»

— Kanuni i Lekë Dukagjinit
Il termine Kuvend, nella storia moderna dello Stato albanese, è stato utilizzato fin dal primo giorno della sua creazione. Il 28 novembre 1912, le figure più influenti e prominenti dell’Albania si riunirono nel cosiddetto Congresso Panalbanese tenutosi a Valona, dove fu costituito il Kuvendi i Vlorës (l’Assemblea di Valona), che come primo atto dichiarò all’unanimità l’indipendenza dell’Albania dall’Impero Ottomano.
Il termine Kuvend fu successivamente riutilizzato per denominare l’istituzione legislativa del paese dopo la presa del potere da parte dei comunisti nel 1946, rifiutando l’uso di parole prese in prestito da lingue straniere e precedentemente adottate da altri regimi o governi.
Oggi, termini come Asambleja (l’Assemblea), Parlamenti (il Parlamento) o lo stesso Kuvendi fanno parte del dizionario della lingua albanese, pubblicato periodicamente dall’Accademia delle Scienze d’Albania, e sono stati, e continuano a essere, ampiamente utilizzati in modo intercambiabile per indicare la stessa istituzione, servendo più come sinonimi che come traduzioni.

## Storia

### Medioevo
La Lega di Alessio fu un’alleanza militare e diplomatica dell’aristocrazia albanese, creata nella città di Alessio il 2 marzo 1444. La Lega di Lezhë è considerata come il primo Stato albanese unificato e indipendente del Medioevo, con Skanderbeg a capo dei capi tribali e dei nobili albanesi della regione, uniti contro l’Impero Ottomano.
Skanderbeg fu proclamato “Capo della Lega del popolo albanese”, mentre egli stesso si firmava sempre come “Dominus Albaniae” (in albanese: Zot i Arbërisë, in italiano: Signore dell’Albania).
All’assemblea di Alessio erano presenti membri delle famiglie: Castriota, Arianiti, Zaharia, Muzaka, Spani, Thopia, nonché membri delle casate Balsha e Crnojević, legate ai Castriota per via matrimoniale o matrilineare.
I membri contribuirono alla Lega con uomini e denaro, mantenendo però il controllo degli affari interni dei propri domini.
Poco dopo la sua creazione, i Balšići e i Crnojevići, di orientamento filoveneziano, lasciarono la Lega a causa degli eventi che portarono alla guerra veneziano-albanese (1447-48).
Il trattato di pace di tale guerra, firmato il 4 ottobre 1448, è il primo documento diplomatico in cui la Lega appare come entità indipendente.
Marino Barlezio si riferì alla riunione come generalis concilium o universum concilium (“consiglio generale” o “consiglio completo”); il termine “Lega di Lezhë” fu coniato successivamente dagli storici.
La Lega di Lezhë è considerata come la prima forma di parlamento albanese.

### 1912-1924

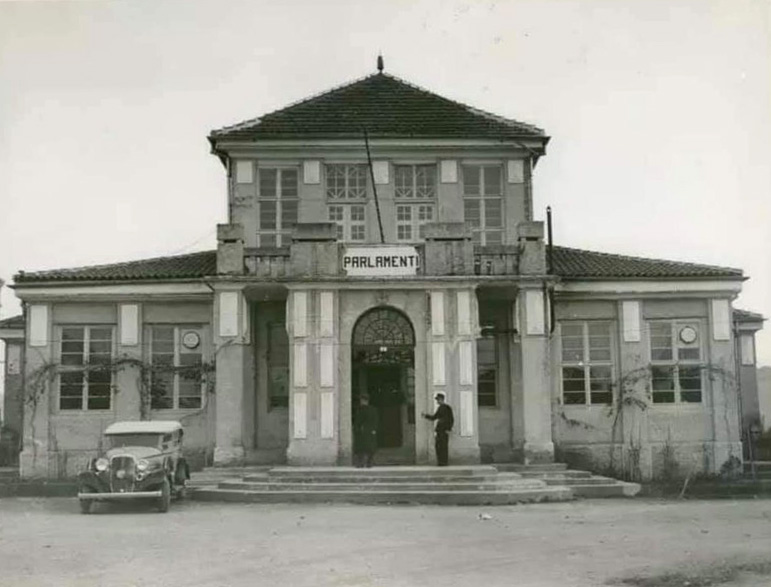
Il palazzo del Parlamento albanese 1920–1939.

Nel 1914, con la redazione dello Statuto Organico dell’Albania da parte della Commissione Internazionale di Controllo, era prevista l’istituzione dell’Asambleja Kombëtare (l’Assemblea Nazionale) come organo legislativo.
Questa assemblea avrebbe dovuto essere composta da un totale di 36 membri, eletti dal popolo, nominati dal monarca Guglielmo d’Albania, oltre a membri di diritto (ex officio).
L’inizio delle Guerre Balcaniche e della Prima Guerra Mondiale rese impossibile la costituzione di tale istituzione.
Dopo la fine della Prima Guerra Mondiale, tra il 25 e il 27 dicembre 1918, il Congresso di Durazzo decise la formazione di un governo provvisorio, nonché l’istituzione della Pleqësia (il “Consiglio degli Anziani”), che era sostanzialmente un Senato.
Questo Senato avrebbe dovuto riunirsi una volta ogni due mesi, e il governo avrebbe dovuto consultarlo sulle questioni più rilevanti riguardanti il destino dello Stato.
Tuttavia, a causa delle divisioni interne, il Senato non si riunì mai, diventando una delle cause della destituzione del Governo di Durazzo nel gennaio 1920.
Dopo la destituzione del Governo di Durazzo, tra le varie decisioni prese, il Congresso di Lushnja istituì il Senato come primo organo legislativo albanese, che sarebbe stato in seguito chiamato Këshilli Kombëtar (Consiglio Nazionale).
Il consiglio sarebbe stato composto da 37 membri, eletti direttamente dai delegati del congresso, e avrebbe avuto un mandato temporaneo fino allo svolgimento delle elezioni.
In questo periodo, per la prima volta si affermano i principi del parlamentarismo: la nomina e la revoca del Governo da parte del Consiglio, nonché l’esercizio del controllo parlamentare su di esso.
Il Consiglio Nazionale si riunì per la prima volta il 27 marzo 1920 nella nuova capitale, Tirana, mentre la prima sessione fu aperta da Mytesim Këlliçi fino a quando, tramite votazione, fu eletto Xhemal Naipi, diventando il primo Presidente del Consiglio Nazionale.
Sebbene la prima legislatura albanese abbia avuto un’attività limitata nel tempo, riuscì comunque ad approvare alcune leggi importanti.
Tra gli atti più significativi vi furono lo Statuto di Lushnja, che costituiva una legge costituzionale, e la nuova legge elettorale approvata il 5 dicembre.
Questa legge stabiliva un sistema elettorale indiretto a due turni:
nel primo turno, sulla base della suddivisione amministrativa in distretti, ogni 500 uomini eleggevano un delegato, il quale, nel secondo turno, avrebbe eletto un totale di 75 membri del Consiglio Nazionale, con un rapporto di circa un deputato ogni 12.000 elettori aventi diritto.
Nonostante le numerose difficoltà, questa legge spianò la strada alla creazione dei primi due partiti albanesi, ovvero:
la Partia Popullore (Partito Popolare) guidato da Fan Noli, e la Partia Përparimtare (Partito Progressista) guidato da Hoxhë Kadriu e Shefqet Verlaci.
L’attività legislativa del Consiglio Nazionale si concluse il 20 dicembre 1920, quando il Consiglio venne sciolto per far posto alle prime elezioni in Albania, che si tennero il 21 aprile 1921.

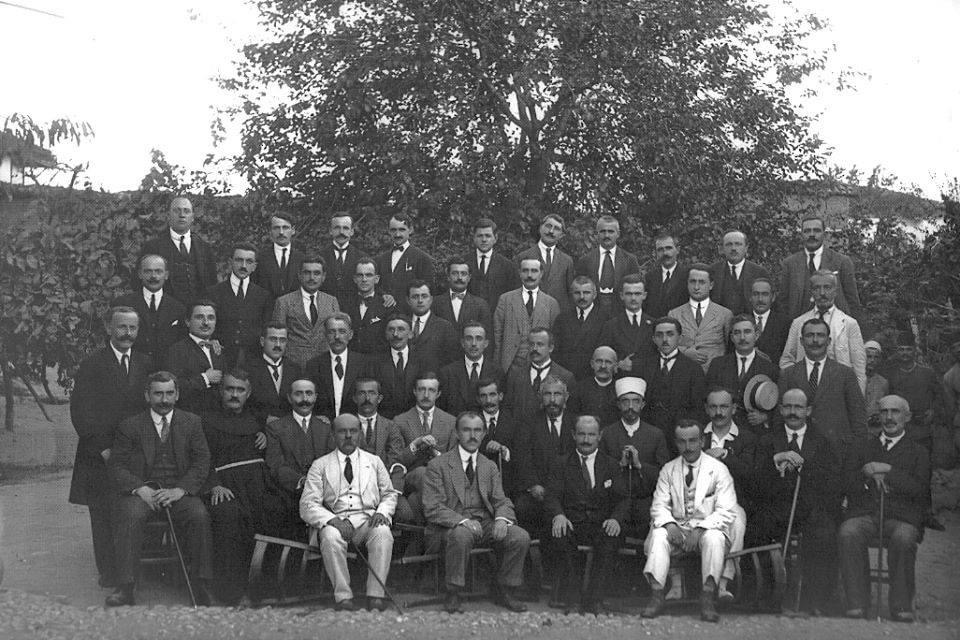
Membri della Donsiglio Nazionale nel 1921, dal basso verso l’alto:
Fila 1: Leonidha Koja, Koço Tasi, Mustafa Merlika-Kruja, Qazim Kokoshi, Loni Kristo, Bajram Fejziu, Mustafa Maksuti, Qemal Mullai, Sejfi Vllamasi, Bektash Cakrani.
Fila 2: Spiro Jorgo Koleka, Shuk Gurakuqi, Masar Këlliçi, Rexhep Mitrovica, Spiro Papa, Agatokli Xhitoni, Leonidha Frashëri, Syrja Pojani, Stavro Vinjau, Patuk Saraçi, Taqi Buda, Ibrahim Xhindi.
Fila 3: Shefqet Dajiu, Ali Këlcyra, Kol Thaçi, Halit Rroji, Banush Hamdi Bega, Kemal Vrioni, Ahmet Hastopalli, Ndre Mjeda, Maliq Bushati, Pandeli Cale, Andon Beça.
Fila 4: Luigj Gurakuqi, Gjergj Fishta, Shefqet Vërlaci, Osman Haxhia, Ahmet Zogolli, Eshref Frashëri.
Fila 5: Llambi Goxhomani, Bahri Omari, Ali Koprëncka, Milto Tutulani.

### 1925-1990
Durante il periodo della Repubblica Albanese, il paese aveva un sistema legislativo bicamerale, composto da un Senato (in albanese: Senati) e da una Camera dei Deputati.
Dal 1928 al 1939, durante l’era della Monarchia Albanese, il potere legislativo dell’Albania era conosciuto semplicemente come Parlamento (in albanese: Parlamenti).
Durante l’occupazione italiana dell’Albania e l’esistenza del Regno Albanese 1939-43, il potere legislativo dell’Albania era noto come Corporazione Fascista Suprema (in albanese: Korporativi i Epërm Fashist).
Dal 1943 al 1944, durante l’occupazione nazista dell’Albania e la formazione del Regno Albanese 1943-44, il potere legislativo fu chiamato Assemblea Nazionale (in albanese: Kuvendi Kombëtar).
Dal 1944 fino alla fine del 1945, fu istituito un Consiglio Nazionale Antifascista di Liberazione (in albanese: Këshilli Antifashist Nacional Çlirimtar), formato da politici oppositori del governo fantoccio nazista.
Successivamente, durante vari periodi di transizione tra regimi, il potere legislativo dell’Albania fu conosciuto come Assemblea Costituente (in albanese: Asambleja Kushtetuese o Kuvendi Kushtetues).
Ciò avvenne nel 1924, prima della formazione della Repubblica Albanese; nel 1928, prima della costituzione della prima versione del Regno Albanese; e tra il 1946 e il 1947, durante il periodo del Governo Democratico dell’Albania e prima della creazione della Repubblica Popolare Socialista d’Albania.
Dal 1947 al 1991, durante il periodo della Repubblica Popolare Socialista d’Albania, il potere legislativo del paese era conosciuto come Assemblea del Popolo (in albanese: Kuvendi Popullor).
Dal 1997, il parlamento è conosciuto semplicemente come Parlamento della Repubblica d’Albania (in albanese: Kuvendi i Republikës së Shqipërisë).
Attualmente, il Presidente della Repubblica viene eletto dal parlamento.
Gli attuali membri del parlamento sono stati eletti nelle elezioni del 2021.

### Storia recente
Nel 2023, il sito web del parlamento è stato bersaglio di un attacco informatico, presumibilmente condotto da un gruppo di hacker con base in Iran chiamato Homeland Justice, che lo ha reso temporaneamente inaccessibile.

## Funzioni
I poteri del Parlamento sono definiti dalla Costituzione della Repubblica d’Albania. Il Parlamento rappresenta i cittadini della Repubblica e agisce come organo legislativo del paese. Si riunisce regolarmente in due sessioni annuali: la prima il terzo lunedì di gennaio, la seconda il primo lunedì di settembre.
Tuttavia, sessioni straordinarie possono essere convocate dal Presidente della Repubblica, dal Primo Ministro o da un quinto dei membri del Parlamento.
Le sessioni sono aperte al pubblico.
Il Parlamento delibera a maggioranza dei voti, in presenza di più della metà dei membri, tranne nei casi in cui la Costituzione preveda una maggioranza qualificata. Alcune decisioni, infatti, richiedono una maggioranza dei tre quinti.
Altri poteri del parlamento includono la definizione delle relazioni economiche, giuridiche e politiche in Albania; la tutela del patrimonio naturale e culturale albanese e il suo utilizzo; nonché la formazione di alleanze con altri Stati.
Il parlamento elegge il Presidente con votazione segreta e senza dibattito, mediante una maggioranza dei tre quinti dei suoi membri.
Il Presidente invia messaggi al Parlamento, fissa la data delle elezioni parlamentari, degli organi del potere locale e dei referendum.
Il Presidente nomina il Primo Ministro su proposta del parlamento; se il Primo Ministro non viene approvato, il parlamento elegge un altro Primo Ministro entro 10 giorni.
Come stabilito dalla Costituzione, nessuna forza militare straniera può essere stanziata o transitare sul territorio albanese, se non in virtù di una legge approvata dal parlamento.
In virtù di ciò, il parlamento ha anche il diritto di inviare le Forze Armate albanesi all’estero.

## Composizione
La Costituzione dell’Albania stabilisce che il Parlamento sia composto da almeno 140 membri, eletti a scrutinio segreto, dei quali 100 sono eletti direttamente. Il mandato parlamentare ha durata quadriennale, ma le elezioni possono essere anticipate nel caso, piuttosto raro, in cui il Parlamento venga sciolto anticipatamente dal Presidente.
Il Parlamento può essere sciolto dal Presidente su proposta del Primo Ministro, qualora quest’ultimo abbia perso un voto di fiducia, a condizione che tale proposta venga fatta e accettata prima che il Parlamento elegga un nuovo Primo Ministro.
Le elezioni parlamentari si tengono tra i 30 e i 60 giorni prima della scadenza del mandato, oppure entro un massimo di 45 giorni dallo scioglimento del Parlamento.
Il sistema elettorale è quello della rappresentanza proporzionale a liste chiuse. Il territorio nazionale è suddiviso in 12 circoscrizioni plurinominali, corrispondenti alle 12 contee del paese.
I seggi vengono assegnati con il metodo D’Hondt, con una soglia di sbarramento del 2,5% a livello nazionale. All’interno di ciascuna circoscrizione, i partiti devono superare il 3% dei voti, mentre le coalizioni pre-elettorali devono raggiungere almeno il 5%.

## Commissioni
Le commissioni parlamentari indagano su questioni specifiche di politica, amministrazione governativa o funzionamento che non possono essere trattate direttamente dal Parlamento a causa del loro volume o complessità.
Le commissioni offrono l’opportunità a organizzazioni e cittadini di partecipare all’elaborazione delle politiche pubbliche, facendo sì che le loro opinioni vengano registrate pubblicamente e considerate nel processo decisionale.
Il Parlamento dispone delle seguenti commissioni:
- Commissione per gli Affari Legali, l’Amministrazione Pubblica e i Diritti Umani
- Commissione per l’Integrazione Europea
- Commissione per la Politica Estera
- Commissione per l’Economia e le Finanze
- Commissione per la Sicurezza Nazionale
- Commissione per le Attività Produttive, il Commercio e l’Ambiente
- Commissione per il Lavoro, gli Affari Sociali e la Salute
- Commissione per l’Istruzione e i Mezzi di Informazione Pubblica

## Legislature
| N.  | Legislature                                     | Inizio mandato    | Fine mandato      | Deputati | Partiti |
| --- | ----------------------------------------------- | ----------------- | ----------------- | -------- | ------- |
| 1ª  | Consiglio Nazionale                             | 27 marzo 1920     | 20 dicembre 1920  | 37       | 0       |
| 2ª  | Consiglio Nazionale                             | 21 aprile 1921    | 30 settembre 1923 | 65       | 2       |
| 3ª  | Assemblea Costituente                           | 21 gennaio 1924   | 2 giugno 1924     | 95       | 2       |
| 4ª  | Camera dei Deputati – Senato                    | 1 giugno 1925     | 7 giugno 1928     | 46/16    | 0       |
| 5ª  | Assemblea Costituente / Parlamento              | 25 agosto 1928    | 11 maggio 1932    | 49       | 0       |
| 6ª  | Parlamento                                      | 21 novembre 1932  | 16 novembre 1936  | 54       | 0       |
| 7ª  | Parlamento                                      | 10 febbraio 1937  | 7 aprile 1939     | 57       | 0       |
| 8ª  | Assemblea Costituente                           | 12 aprile 1939    | 3 aprile 1940     | 162      | 1       |
| 9ª  | Consiglio Corporativo Fascista Superiore        | 17 aprile 1940    | 31 luglio 1943    | 69       | 1       |
| 10ª | Assemblea Nazionale / Parlamento                | 16 ottobre 1943   | 14 settembre 1944 | 193      | 0       |
| –   | Consiglio di Liberazione Nazionale Antifascista | 28 maggio 1944    | 22 dicembre 1945  | 119      | 1       |
| 11ª | Assemblea Costituente / Assemblea del Popolo    | 10 gennaio 1946   | 21 gennaio 1950   | 101      | 1       |
| 12ª | Assemblea del Popolo                            | 28 giugno 1950    | 14 aprile 1954    | 116      | 1       |
| 13ª | Assemblea del Popolo                            | 19 luglio 1954    | 21 febbraio 1958  | 129      | 1       |
| 14ª | Assemblea del Popolo                            | 21 giugno 1958    | 3 giugno 1962     | 180      | 1       |
| 15ª | Assemblea del Popolo                            | 14 luglio 1962    | 12 marzo 1966     | 210      | 1       |
| 16ª | Assemblea del Popolo                            | 9 settembre 1966  | 4 maggio 1970     | 234      | 1       |
| 17ª | Assemblea del Popolo                            | 20 novembre 1970  | 19 giugno 1974    | 261      | 1       |
| 18ª | Assemblea del Popolo                            | 28 ottobre 1974   | 21 febbraio 1978  | 238      | 1       |
| 19ª | Assemblea del Popolo                            | 25 dicembre 1978  | 14 luglio 1982    | 250      | 1       |
| 20ª | Assemblea del Popolo                            | 22 novembre 1982  | 10 gennaio 1987   | 250      | 1       |
| 21ª | Assemblea del Popolo                            | 19 febbraio 1987  | 13 novembre 1990  | 250      | 1       |
| 22ª | Assemblea Costituente                           | 15 aprile 1991    | 4 febbraio 1992   | 250      | 3       |
| 23ª | Assemblea del Popolo                            | 6 aprile 1992     | 29 marzo 1996     | 140      | 5       |
| 24ª | Assemblea del Popolo                            | 1 luglio 1996     | 15 maggio 1997    | 140      | 5       |
| 25ª | Assemblea                                       | 23 luglio 1997    | 17 maggio 2001    | 150      | 13      |
| 26ª | Assemblea                                       | 3 settembre 2001  | 20 maggio 2005    | 140      | 12      |
| 27ª | Assemblea                                       | 2 settembre 2005  | 14 maggio 2009    | 140      | 12      |
| 28ª | Assemblea                                       | 7 settembre 2009  | 25 maggio 2013    | 140      | 6       |
| 29ª | Assemblea                                       | 9 settembre 2013  | 8 maggio 2017     | 140      | 6       |
| 30ª | Assemblea                                       | 9 settembre 2017  | 7 luglio 2021     | 140      | 5       |
| 31ª | Assemblea                                       | 10 settembre 2021 | 8 luglio 2025     | 140      | 10      |

## Presidenti delle sedute inaugurali
| Data              | Deputato presidente della seduta | Età     |
| 27 marzo 1920     | Mytesim Këlliçi                  | (53/54) |
| 21 aprile 1921    | Pandeli Evangjeli                | (62)    |
| 21 gennaio 1924   | Petro Poga                       | (63/64) |
| 1 giugno 1925     | Jorgji Çako                      | (76/77) |
| 25 agosto 1928    | Pandeli Evangjeli                | (69)    |
| 21 novembre 1932  | Petro Poga                       | (71/72) |
| 10 febbraio 1937  | Petro Poga                       | (76/77) |
| 12 aprile 1939    | Xhafer Ypi                       | (59)    |
| 17 aprile 1940    | Terenc Toçi                      | (60)    |
| 16 ottobre 1943   | Lef Nosi                         | (66)    |
| 10 gennaio 1946   | Petraq Popa                      | (67)    |
| 28 giugno 1950    | Petraq Popa                      | (72)    |
| 19 luglio 1954    | Aleksandër Xhuvani               | (74)    |
| 21 giugno 1958    | Koço Tashko                      | (58)    |
| 14 luglio 1962    | Spiro Moisiu                     | (62)    |
| 9 settembre 1966  | Spiro Moisiu                     | (66)    |
| 20 novembre 1970  | Spiro Moisiu                     | (70)    |
| 28 ottobre 1974   | Zylyftar Veleshnja               | (72)    |
| 25 dicembre 1978  | Pilo Peristeri                   | (69)    |
| 22 novembre 1982  | Shefqet Peçi                     | (76)    |
| 19 febbraio 1987  | Spiro Koleka                     | (78)    |
| 15 aprile 1991    | Adil Çarçani                     | (69)    |
| 6 aprile 1992     | Pjetër Arbnori                   | (57)    |
| 1 luglio 1996     | Sabri Godo                       | (67)    |
| 23 luglio 1997    | Dritëro Agolli                   | (66)    |
| 3 settembre 2001  | Servet Pëllumbi                  | (65)    |
| 2 settembre 2005  | Lufter Xhuveli                   | (64)    |
| 7 settembre 2009  | Fatos Beja                       | (61)    |
| 9 settembre 2013  | Namik Dokle                      | (67)    |
| 9 settembre 2017  | Besnik Baraj                     | (61)    |
| 10 settembre 2021 | Luljeta Bozo                     | (78)    |